# Japan Open Tennis Championships 1998 - Qualificazioni doppio maschile
Le qualificazioni del doppio maschile del Japan Open Tennis Championships 1998 sono state un torneo di tennis preliminare per accedere alla fase finale della manifestazione. I vincitori dell'ultimo turno sono entrati di diritto nel tabellone principale. In caso di ritiro di uno o più giocatori aventi diritto a questi sono subentrati i lucky loser, ossia i giocatori che hanno perso nell'ultimo turno ma che avevano una classifica più alta rispetto agli altri partecipanti che avevano comunque perso nel turno finale.
Le qualificazioni del doppio del torneo Japan Open Tennis Championships 1998 prevedevano 5 coppie partecipanti di cui 2 sono entrate nel tabellone principale.

## Teste di serie
1. Ivo Heuberger /  Rainer Schüttler (ultimo turno)
2. Steve Campbell /  Michael Joyce (Qualificati)

1. Tetsuya Chaen /  Ryuso Tsujino (Qualificati)
2. Jan-Michael Gambill /  Stefan Koubek (ultimo turno)

## Qualificati
1. Tetsuya Chaen  /   Ryuso Tsujino

1. Steve Campbell  /   Michael Joyce

## Tabellone

### Legenda
| - Q = Qualificato - WC = Wild card - LL = Lucky loser | - ALT = Alternate - SE = Special Exempt - PR = Protected Ranking | - w/o = Walkover - r = Ritirato - d = Squalificato |

### Sezione 1
|  | Primo turno | Primo turno | Primo turno | Primo turno | Primo turno |  |  | Ultimo turno | Ultimo turno                   | Ultimo turno                   | Ultimo turno | Ultimo turno |  |
|  |             |             |             |             |             |  |  |              |                                |                                |              |              |  |
|  |             |             |             |             |             |  |  |              |                                |                                |              |              |  |
|  |             |             |             |             |             |  |  | 1            | Ivo Heuberger Rainer Schüttler | Ivo Heuberger Rainer Schüttler | 3            | 4            |  |
|  |             |             |             |             |             |  |  | 3            | Tetsuya Chaen Ryuso Tsujino    | Tetsuya Chaen Ryuso Tsujino    | 6            | 6            |  |
|  |             |             |             |             |             |  |  |              |                                |                                |              |              |  |

### Sezione 2
|  | Primo turno | Primo turno                       | Primo turno                       | Primo turno | Primo turno |  |  | Ultimo turno | Ultimo turno                      | Ultimo turno                      | Ultimo turno | Ultimo turno |  |
|  |             |                                   |                                   |             |             |  |  |              |                                   |                                   |              |              |  |
|  |             |                                   |                                   |             |             |  |  |              |                                   |                                   |              |              |  |
|  |             |                                   |                                   |             |             |  |  | 4            | Jan-Michael Gambill Stefan Koubek | Jan-Michael Gambill Stefan Koubek | 4            | 2            |  |
|  | 4           | Jan-Michael Gambill Stefan Koubek | Jan-Michael Gambill Stefan Koubek | 6           | 6           |  |  | 2            | Steve Campbell Michael Joyce      | Steve Campbell Michael Joyce      | 6            | 6            |  |
|  |             | Takahiro Terachi Satoshi Yoshino  | Takahiro Terachi Satoshi Yoshino  | 2           | 0           |  |  |              |                                   |                                   |              |              |  |